# Runaway June
Runaway June es un grupo de música country estadounidense compuesto por las vocalistas Naomi Cooke, Hannah Mulholland y Jennifer Wayne. El grupo está firmado con Wheelhouse Records, una impresión de Broken Bow Records. Fueron nominados para un Premio Academy of Country Music al Mejor Nuevo Grupo Vocal en 2018.

## Antecedentes
Jennifer Wayne, nieta de John Wayne, creció en el sur de California, y Hannah Mulholland creció en Los Ángeles, California, mientras que Naomi Cooke es de Cedar Key, Florida. Jennifer fue originalmente un tercio del grupo Stealing Angels, y coescribió el éxito de top 20 de «She Don't Love You» de Eric Paslay. Naomi es el vocalista principal y coescribió el éxito principal de «Better in Boots» de Tyler Farr, y Hannah es el vocalista de baja armonía y el tocador mandolina, y Jennifer en alta armonía.
Las tres se conocieron en Nashville y escribieron su sencillo debut «Lipstick» con la ayuda de Rebecca Lynn Howard, Caroline Hobby (también exmiembro de Stealing Angels) y Elisha Hoffman. La canción fue lanzada en 2016 a través del sello Wheelhouse Records de Broken Bow Records. Una revisión no acreditada de Taste of Country elogió la «premisa original» y las armonías vocales. Lanzaron su EP debut homónimo en septiembre de 2018, que contó con los sencillos «Wild West» y «Buy My Own Drinks».
El grupo fue telonera para Carrie Underwood en su Cry Pretty Tour 360, que se desarrolló del 1 de mayo de 2019 al 31 de octubre de 2019, junto a Maddie & Tae. El 23 de mayo de 2019, el grupo anunció su álbum debut Blue Roses, que fue lanzado el 28 de junio de 2019. «Buy My Own Drinks», que sirvió como sencillo principal, está incluido en el álbum junto con otras tres canciones de su lanzamiento anterior del EP. El álbum debutó en el n. °36 en la lista Top Country Albums, en el n. °2 en la lista Heatseekers Albums.

## Discografía

### Álbumes de estudio
- Blue Roses (2019)

### EP
- Runaway June[12] (2018)

### Sencillos
- «Lipstick» (2015)
- «Wild West» (2017)
- «Buy My Own Drinks» (2018)
- «Head Over Heels» (2019)

### Videografía
| Año  | Video                         | Director(es)        |
| ---- | ----------------------------- | ------------------- |
| 2016 | «Lipstick»                    | Jeffrey C. Phillips |
| 2017 | «Wild West»                   | Gregory R. Alosio   |
| 2019 | «Buy My Own Drinks»           | Peter Zavadil       |
| 2019 | «Buy My Own Drinks» (en vivo) | Justin Key          |

## Giras
Como telonera
- The Cry Pretty Tour 360 (2019) con Carrie Underwood y Maddie & Tae[13]